# 中條景泰
中条景泰（永禄元年1558年—天正十年1582年7月21日）日本战国时代及安土桃山时代武将。越后国国人领主中条氏第21代当主。幼名沙弥法师丸，官职越前守。父亲为吉江景资。是越后国上杉家家臣。鸟坂城城主。
永禄元年1558年，长尾氏（后来的上杉氏）部下吉江景资的次男中条景泰出生，幼名沙弥法师丸。景泰从小就仕任上杉谦信。天正元年（1573年）当时的中条氏中条景资病逝，由于景泰和中条藤资的女儿结婚，所以改姓为中条，继承中条氏家督，为鸟坂城城主。后来上杉家发生了御馆之乱，景泰主要支持上杉景胜一方，但是后来被反对景胜的军队夺取了居城。之后成为鱼津城守备，在天正十年（1582年7月21日）被織田军的柴田胜家所圍城，最后自盡。景勝命景泰嫡男中条三盛襲位。

### 書籍
- . 山形大学附属図書館.   [2019-01-01]. （原始内容存档于2019-07-19） （日语）.
- 高橋. .   [2019-01-01]. （原始内容存档于2019-07-16） （日语）.
- （日语）.
- （日语）.
- （日语）.
- 水沢幸一. . 同成社 （日语）.
- （日语）.